# Sebastián Sosa Sánchez
Sebastián Sosa Sánchez (Melo, 13 marzo 1994) è un calciatore uruguaiano, attaccante del Racing Montevideo.

## Biografia
In patria è conosciuto con il soprannome di El Mosquito (in lingua italiana la zanzara), soprannome appartenuto in precedenza al padre Heberley, anch'egli calciatore.

## Caratteristiche tecniche
Abile nel gioco aereo, è bravo nel difendere palla e rapido nelle ripartenze e nell'uno contro uno, con un buon fiuto per il gol, buon controllo di palla e senso della posizione. Grazie alle sue caratteristiche calcistiche, in patria, è stato paragonato più volte al connazionale Edinson Cavani.

## Carriera

### Club
Ha cominciato a tirare i primi calci ad un pallone nel 2002 quando viene acquistato dal secondo club, per storia calcistica, della sua città natìa, il Melo Wanderers; compie tutta la trafila delle giovanili fino al 2010, anno in cui viene acquistato dal Cerro Largo, a soli sedici anni. Con la sua nuova squadra debutta in Primera División il 3 settembre, subentrando dalla panchina al 76' in occasione della partita con il Fénix. Il 9 ottobre realizza la sua prima rete da calciatore professionista durante la partita di campionato contro il River Plate. Realizza 4 reti in 8 presenze nel Torneo di Apertura e altre 5 realizzate in quello di Clausura, per un totale di 9 gol fino a maggio dello stesso anno. Rimedia la sua prima ammonizione in carriera il 27 novembre, durante la decima partita di campionato giocata con il Danubio. Durante la partita giocata contro il Tanque Sisley del 3 dicembre segna la sua prima doppietta in carriera con il club della città di Melo. Chiude la stagione con 8 presenze nel torneo di Apertura e 22 in quello di Clausura.
Il 29 agosto 2012, dopo aver sostenuto le visite mediche un mese prima, passa alla società italiana del Palermo, firmando un contratto quinquennale con ingaggio a salire di 10.000 euro all'anno fino a 210.000 euro per la stagione 2016-2017. Il debutto con la maglia rosanero avviene l'8 settembre nel Campionato Primavera, subentrando nella partita contro il Catania valida per la terza giornata e conclusasi sullo 0-0.
Senza apparizioni in prima squadra, il 31 gennaio 2013, ultimo giorno di calciomercato, passa in prestito al Central Español, in Uruguay, fino al dicembre 2013. Chiude la stagione con 9 partite in patria, di cui 3 da titolare, e segnando un gol all'esordio.
Rientrato al Palermo per fine prestito, il 25 febbraio 2014 viene ceduto agli slovacchi del Senica.
Dopo aver giocato 7 partite in campionato e una in Coppa di Slovacchia, fa ritorno al Palermo, che non lo convoca per il ritiro estivo.
Il 27 agosto il Vllaznia annuncia il suo acquisto in prestito dal Palermo, anche se in realtà la società siciliana lo ha ceduto prima all'Empoli a titolo definitivo il 1º settembre seguente, e sono stati quindi i toscani a cederlo in prestito alla compagine albanese.

### Nazionale
Nel 2011 viene convocato da Juan Verzeri, c.t. della Celeste Under-20, per far parte della rosa della Nazionale uruguaiana.

## Statistiche

### Presenze e reti nei club
Statistiche aggiornate all'8 novembre 2015.
| Stagione               | Squadra                | Campionato             | Campionato | Campionato | Coppe nazionali | Coppe nazionali | Coppe nazionali | Coppe continentali | Coppe continentali | Coppe continentali | Altre coppe | Altre coppe | Altre coppe | Totale | Totale |
| Stagione               | Squadra                | Comp                   | Pres       | Reti       | Comp            | Pres            | Reti            | Comp               | Pres               | Reti               | Comp        | Pres        | Reti        | Pres   | Reti   |
| ---------------------- | ---------------------- | ---------------------- | ---------- | ---------- | --------------- | --------------- | --------------- | ------------------ | ------------------ | ------------------ | ----------- | ----------- | ----------- | ------ | ------ |
| 2011-2012              | Cerro Largo            | PD                     | 22         | 9          | CU              | 1               | 0               | -                  | -                  | -                  | -           | -           | -           | 23     | 9      |
| 2012-gen. 2013         | Palermo                | A                      | 0          | 0          | CI              | 0               | 0               | -                  | -                  | -                  | -           | -           | -           | 0      | 0      |
| gen.-giu. 2013         | Central Español        | PD                     | 10         | 1          | CU              | 0               | 0               | -                  | -                  | -                  | -           | -           | -           | 10     | 1      |
| set.-dic. 2013         | Central Español        | SD                     | 10         | 2          | CU              | 0               | 0               | -                  | -                  | -                  | -           | -           | -           | 10     | 2      |
| Totale Central Español | Totale Central Español | Totale Central Español | 20         | 3          |                 | -               | -               |                    | -                  | -                  |             | -           | -           | 20     | 3      |
| gen.-feb. 2014         | Palermo                | B                      | 0          | 0          | CI              | -               | -               | -                  | -                  | -                  | -           | -           | -           | 0      | 0      |
| Totale Palermo         | Totale Palermo         | Totale Palermo         | 0          | 0          |                 | 0               | 0               |                    | -                  | -                  |             | -           | -           | 0      | 0      |
| feb.-giu. 2014         | Senica                 | SL                     | 7          | 1          | CS              | 1               | 0               | -                  | -                  | -                  | -           | -           | -           | 8      | 1      |
| set. 2014-2015         | Vllaznia               | KS                     | 20         | 7          | CA              | 2               | 2               | -                  | -                  | -                  | -           | -           | -           | 22     | 9      |
| 2015-gen. 2016         | Vllaznia               | KS                     | 6          | 3          | CA              | 2               | 2               | -                  | -                  | -                  | -           | -           | -           | 8      | 5      |
| Totale Vllaznia        | Totale Vllaznia        | Totale Vllaznia        | 26         | 10         |                 | 4               | 4               |                    | -                  | -                  |             | -           | -           | 30     | 14     |
| gen. 2016-             | Nacional Montevideo    | PDPU                   | 0          | 0          | -               | -               | -               | CL                 | 0                  | 0                  | -           | -           | -           | 0      | 0      |
| Totale carriera        | Totale carriera        | Totale carriera        | 75         | 23         |                 | 6               | 4               |                    | -                  | -                  |             | -           | -           | 81     | 27     |

## Palmarès

### Competizioni nazionali
- Campionato uruguaiano: 1

Nacional: 2016